# Yuan Longping
Yuan Longping (7 de setembro de 1930 - 22 de maio de 2021) foi um agrônomo chinês, membro da Academia Chinesa de Engenharia, conhecido por desenvolver as primeiras variedades de arroz híbrido na década de 1970, parte da Revolução Verde na agricultura. Por suas contribuições, Yuan é conhecido como o "Pai do Arroz Híbrido".
O arroz híbrido já foi cultivado em dezenas de países na África, América e Ásia - aumentando a segurança alimentar e fornecendo uma fonte de alimento robusta em áreas com alto risco de fome.

## Infância e educação
Yuan nasceu no Peking Union Medical College Hospital em Pequim, em 7 de setembro de 1930, filho de Yuan Xinglie e Hua Jing. Ele era o segundo filho de seis irmãos. Sua casa ancestral é no condado de De'an, Jiujiang, província de Jiangxi no sul da China. Durante a Segunda Guerra Sino-Japonesa e a Guerra Civil Chinesa, ele se mudou com sua família e frequentou a escola em muitos lugares, incluindo Hunan, Chongqing, Hankou e Nanjing.
Ele se formou na Southwest Agricultural College (agora parte da Southwest University) em 1953 e começou sua carreira de professor em uma escola de agricultura em Anjiang, província de Hunan. Ele se casou com uma de suas alunas, Deng Ze (邓则) em 1964, e eles tiveram dois filhos, Yuan Ding'an (袁定安) e Yuan Dingjiang (袁定江)
Ele teve a ideia para hibridizar arroz na década de 1960. Desde então, Yuan se dedicou à pesquisa e ao desenvolvimento de uma variedade de arroz melhor. Em 1964, ele encontrou uma planta natural de arroz para uso em seus experimentos de hibridização que tinha vantagens óbvias sobre outras espécies. Muito encorajado, ele começou a estudar os elementos desta variedade em particular.

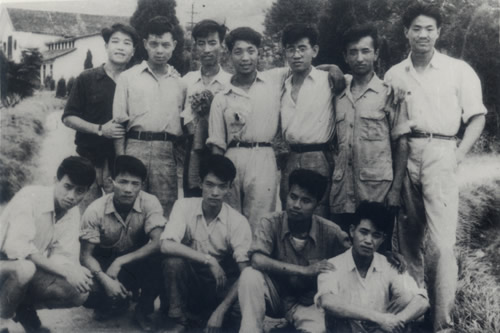
Yuan Longping em 1953 na Southwest University. Yuan está na última fila, o terceiro da esquerda

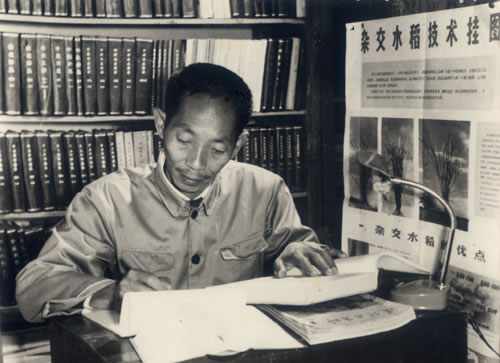
Yuan Longping em 1962

A primeira espécie experimental de arroz híbrido que foi cultivada não mostrou nenhuma vantagem significativa sobre as espécies comumente cultivadas, então Yuan sugeriu cruzar o arroz com um parente mais distante: o arroz selvagem. Em 1970, ele encontrou uma espécie particularmente importante de arroz selvagem que acabou usando para a criação de uma espécie de arroz híbrido de alto rendimento.  Em 1973, em cooperação com outros, ele foi finalmente capaz de estabelecer um processo completo para criar e reproduzir esta espécie de arroz híbrido de alto rendimento.
No ano seguinte, eles cultivaram com sucesso uma espécie de arroz híbrido que tinha grandes vantagens sobre o arroz cultivado convencionalmente. Produzia 20% a mais por unidade do que as variedades comuns de arroz, colocando a China na liderança mundial na produção de arroz. Por essa conquista, Yuan Longping foi apelidado de "Pai do arroz híbrido".
Atualmente, até 50 por cento do número total de campos de cultivo da China cultivam espécies de arroz híbrido de Yuan Longping e esses arrozais híbridos rendem 60 por cento da produção total de arroz na China. A produção total de arroz da China aumentou de 56,9 milhões de toneladas em 1950 para 194,7 milhões de toneladas em 2017; cerca de 300 bilhões de quilos de arroz foram produzidos nos últimos vinte anos, em comparação com a quantidade estimada que teria sido produzida sem as espécies de arroz híbrido. O aumento anual da produção é suficiente para alimentar mais 60 milhões de pessoas.
O "Super Arroz" que Yuan trabalhou para melhorar mostrou um rendimento 30 por cento maior, comparado ao arroz comum, com um rendimento recorde de 17.055 quilos por hectare sendo registrado no condado de Yongsheng na província de Yunnan em 1999.
Em janeiro de 2014, Yuan disse em uma entrevista que os alimentos geneticamente modificados seriam a direção futura dos alimentos e que ele vinha trabalhando na modificação genética do arroz.

## Estágios iniciais de experimentos de arroz híbrido

### Ideologia
Ainda na década de 1950, duas teorias distintas de hereditariedade eram ensinadas na China. Uma teoria era a de Gregor Mendel e Thomas Hunt Morgan e era baseada no conceito de genes e alelos. A outra teoria era dos cientistas da União Soviética Ivan Vladimirovich Michurin e Trofim Lysenko, que afirmavam que os organismos mudariam ao longo de suas vidas para se adaptar às mudanças ambientais que experimentaram e seus descendentes herdariam as mudanças. Na época, a posição oficial do governo chinês sobre as teorias científicas era de "inclinar-se para o lado soviético". Yuan, como estudante de agricultura na Southwest University, permaneceu cético sobre ambas as teorias e começou seus próprios experimentos para tentar chegar a suas próprias conclusões.

### Fome
Em 1959, a China experimentou a Grande Fome Chinesa. Yuan, como cientista agrícola, pouco podia fazer para ajudar as pessoas ao seu redor na província de Hunan. “Não havia nada no campo porque os famintos levaram todas as coisas comestíveis que encontraram. Eles comem grama, sementes, raízes de samambaia ou até mesmo argila branca no extremo." [Citação] Yuan considerou aplicar as regras de herança à batata-doce e ao trigo, uma vez que sua rápida taxa de crescimento os tornava as soluções práticas para a fome. No entanto, ele percebeu que no sul da China a batata-doce nunca fazia parte da dieta diária e o trigo não crescia bem naquela região. Portanto, ele voltou sua mente para o arroz.

## Contribuições
Yuan estava profissionalmente e pessoalmente interessado na produção de arroz. Ele passou a maior parte de seu tempo no campo, em vez de se dedicar ao laboratório ou a publicar artigos. Como tal, ele desempenhou um grande papel na agricultura chinesa, orientando e liderando outras pessoas no campo, o que ajudou a promover conquistas futuras na agricultura chinesa.
Em 1979, sua técnica para produzir arroz híbrido foi introduzida aos Estados Unidos, tornando-se o primeiro caso de transferência de direitos de propriedade intelectual na história da República Popular da China.
As estatísticas de 1991 da Organização das Nações Unidas para Agricultura e Alimentação mostram que 20 por cento da produção mundial de arroz veio dos 10 por cento dos campos de arroz do mundo que cultivam arroz híbrido.
Yuan defendeu o compartilhamento do sucesso de suas descobertas com outras nações. Ele e sua equipe doaram variedades essenciais de arroz para o International Rice Research Institute em 1980. Essas cepas doadas foram usadas para criar cepas de arroz híbrido que poderiam se sustentar e crescer em países tropicais para ajudar em suas cadeias de abastecimento de alimentos. Além de doar variedades importantes de arroz, Yuan e sua equipe ensinaram os agricultores de outros países a cultivar o arroz híbrido.

## Honras e prêmios
Quatro asteróides e uma universidade na China foram nomeados em sua homenagem. O planeta menor 8117 Yuanlongping também foi nomeado em sua homenagem.
Yuan ganhou o Prêmio Estadual de Ciência e Tecnologia da China em 2000, o Prêmio Wolf em Agricultura e o Prêmio Mundial de Alimentos em 2004.
Yuan trabalhou como consultor-chefe da FAO em 1991.
Por sua conquista, Yuan foi premiado com o Prêmio de Ciência Mahathir de 2011. O prêmio foi entregue pelo ex-primeiro-ministro da Malásia, Mahathir bin Mohamad.

## Morte
Em 10 de março de 2021, Yuan Longping caiu em sua base de pesquisa de arroz híbrido em Sanya. Em 7 de abril, ele foi transferido para Changsha, na província de Hunan, para tratamento. Às 13h07 de 22 de maio, Yuan Longping morreu de falência múltipla de órgãos. Considerado um herói nacional, dezenas de milhares de pessoas enviaram flores para a funerária.